# توي هاتشينسون
توي هاتشينسون (بالإنجليزية: Toi Hutchinson)‏ (و. 1973 – م) هي سياسية أمريكية من أصول أفريقية.

## التعليم
تعلمت في جامعة إلينوي في إربانا-شامبين.